# Минькино (Грязовецкий район)
Минькино — село в Грязовецком районе Вологодской области на реке Кундола.
Входит в состав Юровского муниципального образования, с точки зрения административно-территориального деления — центр Минькинского сельсовета.
Расстояние до районного центра Грязовца по автодороге — 39 км, до центра муниципального образования Юрово по прямой — 13 км. Ближайшие населённые пункты — Семейкино, Овинища, Таршино, Талица.
По переписи 2002 года население — 601 человек (271 мужчина, 330 женщин). Преобладающая национальность — русские (96 %).